# Piração
"Piração" é uma canção da cantora e compositora brasileira Paula Fernandes, incluída em seu quinto álbum de estúdio Amanhecer (2015). A canção foi escolhida para ser lançada nas rádios como segundo single do álbum, foi lançada em 12 de dezembro de 2015.

## Composição
A composição da canção é da própria Paula Fernandes, ao contrário de trabalhos anteriores da cantora, Piração é mais animada e dançante, uma letra mais descontraída e sedutora.

## Videoclipe
No dia 15 de dezembro de 2015 Paula Fernandes gravou o videoclipe para a canção na casa de shows Alambique Cachaçaria, localizada em Belo Horizonte. Na gravação do clipe, dirigido por Conrado Almada, a cantora chamou a atenção, ao surgir com uma peruca ruiva.  No clipe, a moça da história  luta por um amor que para ela  não chegou ao fim, numa típica balada sertaneja. De Cowgirl a moça pirada e perdida de amor numa balada sertaneja. Este clipe da Paula Fernandes possui um enredo interessante e bem diferente das propostas anteriores de seus clipes.
No clipe Paula Fernandes interpreta diversas personagens, uma produtora, uma camareira, uma dançarina, uma fã e até uma piriguete. O vídeo é em formato de curta-metragem e possui uma produção milionária.
| “ | “Na hora da gravação eu assumi mesmo as personagens e adorei poder fazer isso, me aventurar, passar por vários estilos e universos. A caracterização ficou ótima e a piriguete foi a que mais me diverti fazendo. Foi tudo muito bem pensado e estou bem feliz com o resultado" | ” |

, diz Paula sobre o trabalho .
O clipe foi lançado no dia 13 de janeiro de 2016 no programa TVZ exibido pelo Multishow, logo em seguida foi lançado no canal da Vevo da cantora.

## Divulgação
No dia 12 de dezembro de 2015, Paula apresentou a música no programa televisivo Legendários da Rede Record. A cantora também se apresentou com a canção no programa Domingão do Faustão
A cantora se apresentou com a canção na 23ª edição do Prêmio Multishow de Música Brasileira realizado no dia 25 de outubro de 2016.

## Lista de faixas
- Download digital

1. "Piração" - 3:18[9]

## Desempenho nas tabelas musicais
| Tabela musical (2016)                                     | Melhor posição |
| --------------------------------------------------------- | -------------- |
| Brasil Billboard Brasil Hot 100 Airplay                   | 4              |
| Brasil - Billboard Brasil Regional Brasília Hot Songs     | 2              |
| Brasil - Billboard Brasil Regional Porto Alegre Hot Songs | 2              |
| Brasil - Billboard Brasil Regional Curitiba Hot Songs     | 8              |

| Tabela musical (2016)                   | Melhor posição |
| --------------------------------------- | -------------- |
| Brasil Billboard Brasil Hot 100 Airplay | 50             |